# Camponotus auricomus
Camponotus auricomus är en myrart som beskrevs av Julius Roger 1862. Camponotus auricomus ingår i släktet hästmyror, och familjen myror.

## Underarter
Arten delas in i följande underarter:
- C. a. auricomus
- C. a. lucianus
- C. a. vincentensis